# بایکان
بایکان (به ترکی استانبولی: Baykan) یک منطقهٔ مسکونی در ترکیه است که در استان سعرد واقع شده‌است.